# Elena Anguissola
Elena Anguissola (c.1532-1584) fue una pintora y monja dominica italiana, hermana de la pintora Sofonisba Anguissola.

## Biografía
Elena Anguissola se convirtió en monja con el nombre de Sor Minerva, hija de Amilcare Anguissola y Bianca Ponzoni. La ortografía del apellido, en los documentos del XVI, varía entre Angosciola y Angussola. Sus padres eran de origen noble, su padre pertenecía a la nobleza genovesa y se había trasladado a Lombardía. Con su familia, Amilcare Anguissola vivía en Cremona, en un edificio de via Pellegrino Tibaldi. Enseñó a todos sus hijos una cultura humanística, con lecturas de textos en latín e italiano, y pintura para las hijas mayores Elena y Sofonisba, bajo la dirección de Bernardino Campi (1522-1591). Vivieron durante tres años en la casa de Campi y en 1546, cuando el pintor dejó Cremona y se trasladó a Milán, Sofonisba Anguissola se convirtió en maestra de pintura de sus hermanas menores. Este es el primer caso documentado en Italia de niñas enviadas a vivir a la casa de un pintor para acomodar y guiar su inclinación hacia el arte, así como la primera familia italiana con hermanas pintoras. 
En 1550 Elena y Sofonisba, que eran las hermanas mayores, pasaron al taller de Bernardino Gatti, llamado Il Sojaro. Se especializaron en el retrato y también se inspiraron en el arte de Moretto da Brescia y el manierismo del retrato español. Ambas hermanas fueron a Mantua, donde fueron recibidas en la corte de los Gonzaga. En 1566 Giorgio Vasari llegó a Cremona y, como huésped en la casa Anguissola, se maravilló del arte de las dos hermanas, aunque Elena Anguissola se retiró al convento de San Vincenzo en Mantua como monja dominica, tomando el nombre de Sor Minerva. Su nombre se menciona en una carta de 1557, escrita por su padre a la duquesa de Mantua y en el testamento de su hermano, fechado en 1575. Tal vez sea suyo Retrato de dominica como Santa Catalina de Siena -podría ser su autorretrato- conservado en la Galería Borghese de Roma.

### Retratos e interiores de la familia Anguissola
El supuesto retrato de Minerva Anguissola o autorretrato de Sofonisba fue pintado por Sofonisba Anguissola. La joven Minerva lleva un vestido de grueso brocado, de color marrón oscuro, adornado con ribete de piel y forrado con seda de color natural; viste una preciosa camisa blanca, ribeteada con puntillas y el cuello levantado "al estilo veneciano", y lleva una redecilla de pequeñas perlas recogiendo el moño trenzado sobre la nuca. La pintora se detiene en los detalles: los pliegues del vestido, la luz sobre el encaje, el complejo peinado de trenzas. La característica de Sofonisba es la profundidad de los ojos, con pupilas ligeramente dilatadas. Conocemos otro retrato que representa a una mujer joven, adornada con joyas de oro y coral, con las manos apoyadas en una manga. Se cree que es su hermana menor Minerva.

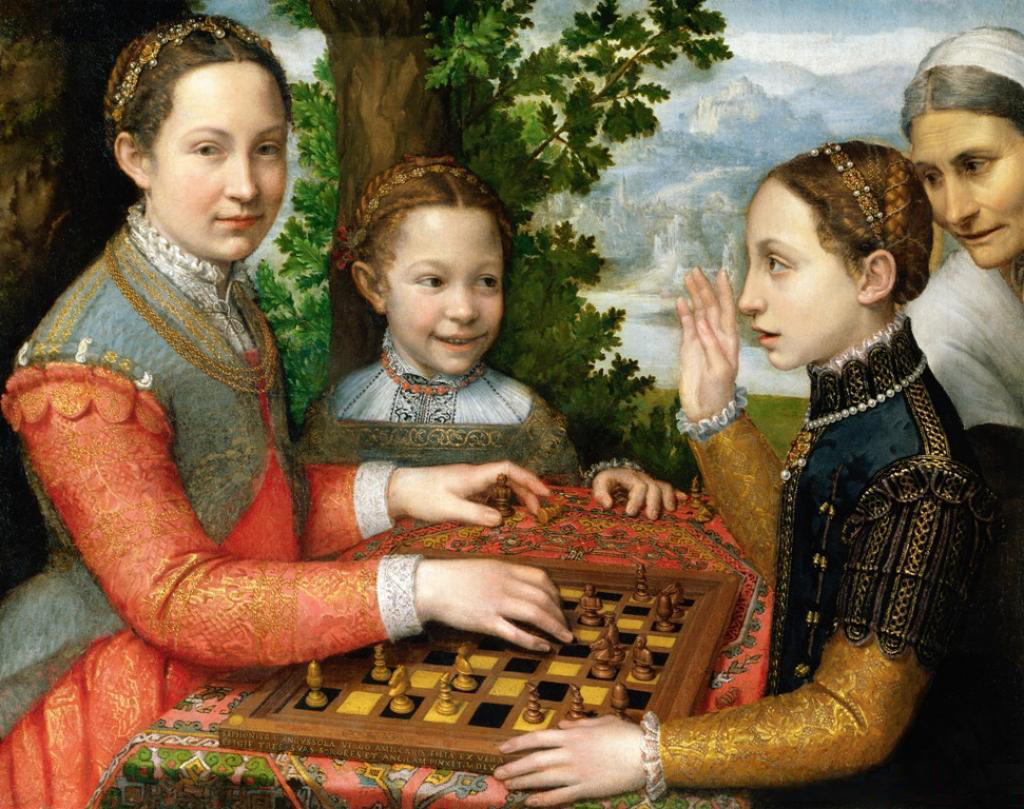
La partida de ajedrez (1555).

La partida de ajedrez muestra a Lucia (izquierda), Minerva cuando era adolescente (derecha) y su hermana pequeña Europa; en la parte derecha detrás se puede ver al aya de las jóvenes, cuya discreta presencia, unida a la sonrisa franca e infantil de Europa –un discreto toque de humor que contrasta con la atención en el ajedrez de las hermanas mayores– hace que la escena sea íntima, llena de cariños familiares. Las dos niñas protagonizan «una batalla entre amazonas, una competición que alude a la búsqueda y conquista de una primacía femenina, de una excelencia capaz de competir, al menos a nivel cultural e intelectual, con la masculina. [. . . ] Verdaderas amazonas y reinas aparecen las hermanas Anguissola, adecuadamente vestidas para la ocasión y tendiendo la mano a una victoria que las identifica con la meta de una vida dedicada al estudio y a las virtuosas ocupaciones.». En la parte inferior hay un paisaje azulado de estilo flamenco.

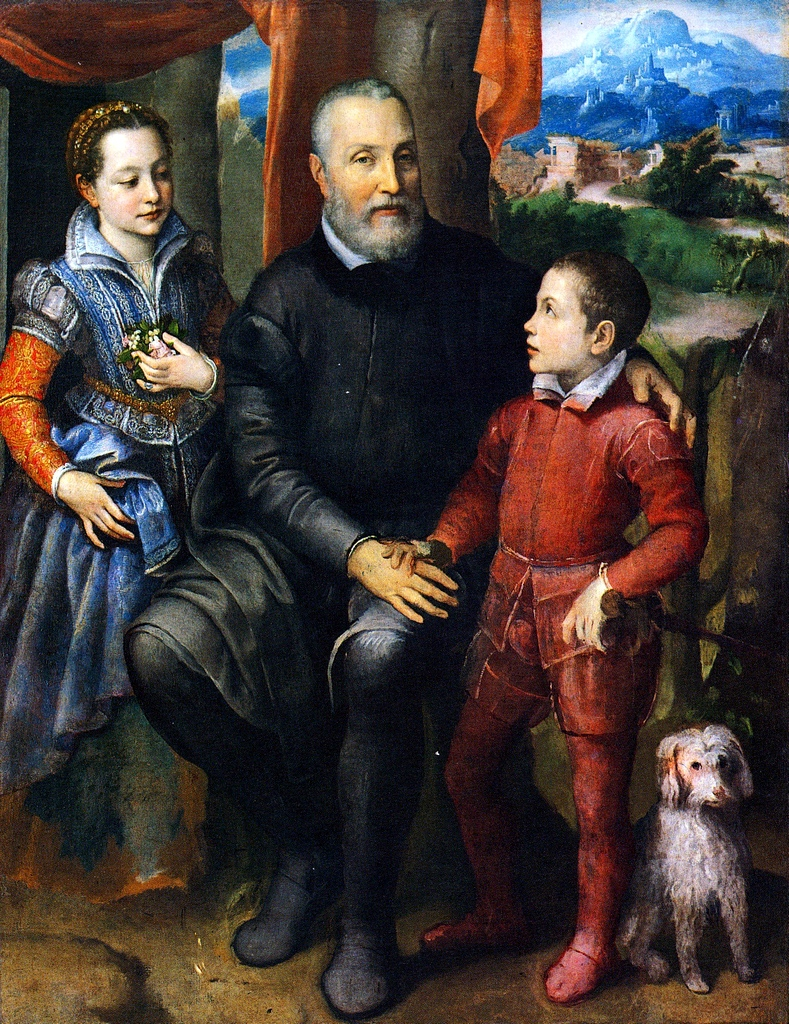
Retrato de familia de Minerva, Amilcare y Asdrubale Anguissola (c. 1558-1559). Óleo sobre lienzo, 157 x 122 cm. Museo Nivaagaard, Niva, Dinamarca.

Amilcare Anguissola con sus hijos Minerva y Asdrubale de Sofonisba Anguissola es otra escena de la familia Anguissola. Minerva con una mano levanta el dobladillo de su vestido, de pesado brocado azul, y con la otra sostiene un ramo de flores. La atención del padre se dirige enteramente al hijo varón, el segundo hijo, que sostiene su brazo como para protegerlo. Un perrito completa la escena. De fondo se abre un agradable paisaje, teñido de azul claro, de clara influencia nórdica. 

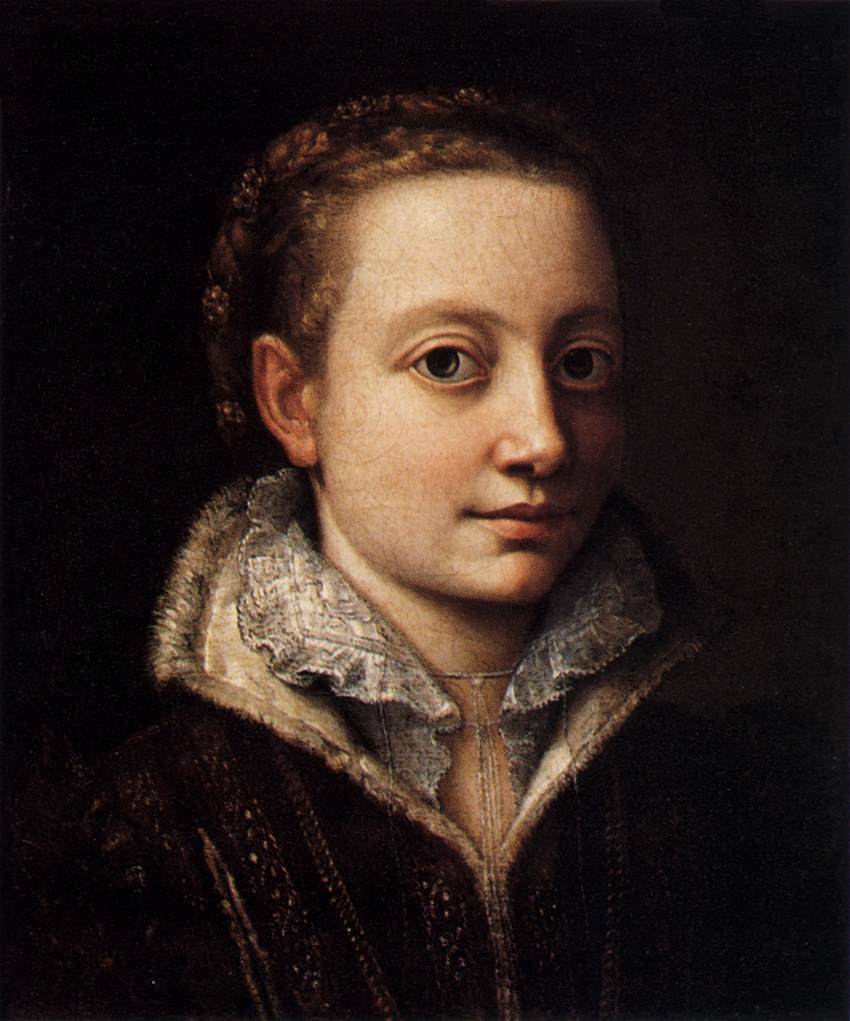
Retrato de Minerva Anguissola.

Retrato de monja de Sofonisba Anguissola, firmado y fechado, quizás sea un retrato de su hermana Elena, ataviada como sor Minerva. La monja novicia sostiene un libro en la mano, forrado en cuero rojo y con cenefas doradas.

### Hijos de Amilcare Anguissola y Bianca Ponzoni
El texto de referencia, para esta lista, es el catálogo publicado en 1994 por Leonardo Arte, que fue una oportunidad para revisar documentos antiguos y conocidos y compararlos con otros documentos inéditos. Las fechas fundamentales son:
- 1530, fecha del matrimonio de los padres.
- 1551, año del nacimiento de Amilcare y la sucesión cronológica de nacimientos de los niños.

No sólo se estudiaron documentos contemporáneos, sino también la edad aparente de los miembros de la familia Anguissola, en las pinturas de Sofonisba. Las demás fechas de nacimiento, en el catálogo citado, se expresan en forma de tenedor, en dos o tres años.
Sin embargo, para respetar la sucesión cronológica de los nacimientos de los hijos, se ha optado en algunos casos por una datación intermedia, dentro de la horquilla. Los nombres no sorprenden porque, salvo Lucía y Elena que eran los nombres de las abuelas, entre los Anguissola los nombres estaban sacados de la mitología o de la historia antigua. No se encontró ninguna referencia para Anna Maria.
- Sofonisba (1535-1625), pintora, se casó primero con Fabrizio Moncada y en segundo lugar con Orazio Lomellini.
- Elena (1536-después de 1585), pintora, ingresa al convento con el nombre de Sor Minerva.
- Lucía (1537-1565), pintora.
- Minerva (1539-1566), maestra, no pintora, pero excelente en letras latinas e italianas.
- Europa (1542 (o 1543) -?), pintora, se casó con Carlo Schinchinelli.
- Asdrúbal (1551-1623), músico.
- Anna Maria (1555-1611), pintora y profesora, se casó con Giacomo di Gaspare Sommi en 1574.

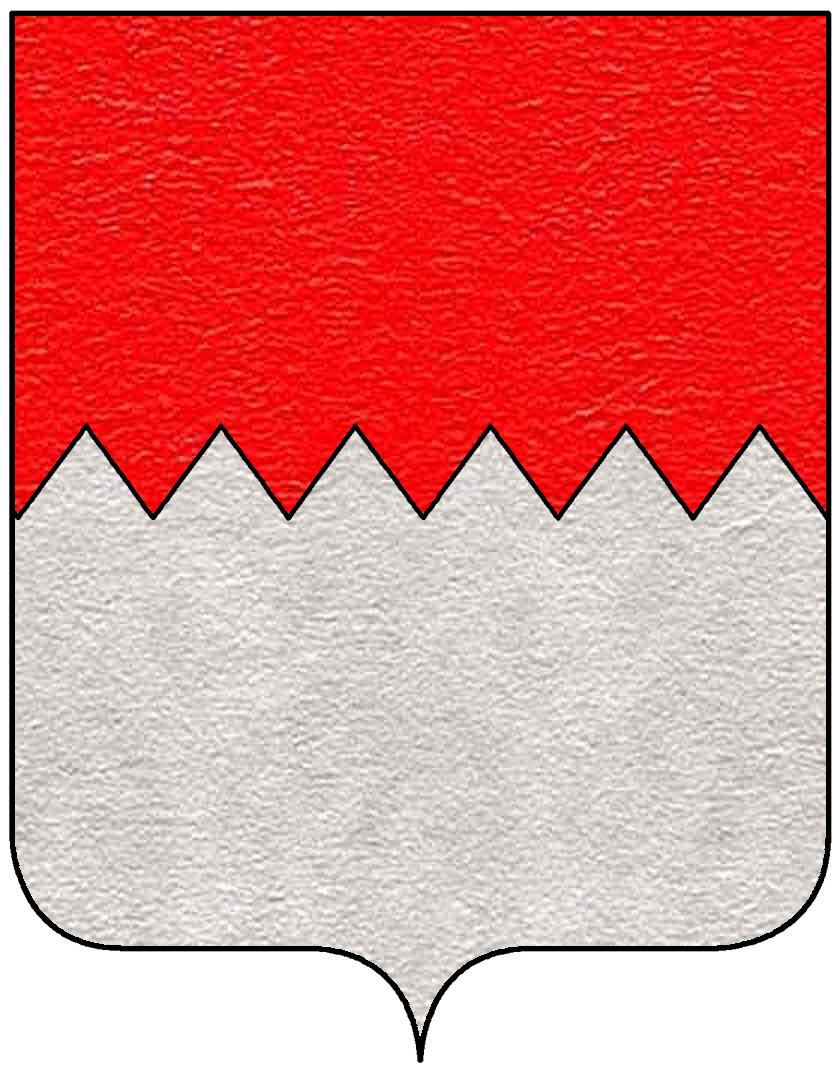
Escudo de la familia Anguissola